# Театр военных действий, акт 1
«Театр военных действий, акт 1» — первый номерной альбом совместного проекта группы «Тризна» и Кирилла Немоляева «Фактор страха», исполненный в стиле мелодичный дэт-метал.

## Концепция альбома
На первую пластинку «Фактора Страха» попали девять композиций, связанных единой концепцией — борьбой человека с самим собой. Особый колорит альбому придаёт милитаристская тематика, тем не менее антивоенная линия находится на втором плане. За время работы совместной работы у музыкантов накопилось достаточно идей для создания нового проекта. Он должен был стать одновременно мелодичным и агрессивным и обязательно с лирикой на русском языке. Таким и получился дебютный альбом группы «Театр Военных Действий. Акт1».

«Разлетаясь в пыль» — Всё очень тривиально. У каждого человека есть душа: у одного она белая и пушистая, у другого — чёрная и лысая… Соответственно, и дороги у них после смерти разные. А в этой композиции поётся о душе, которая разлетелась в пыль и не попала никуда…

«Выше сил» — Выше сил понять для человека суть смерти. Вот такая страшная история.

«Война» — Скорее всего, так выглядит война для человека, который на ней никогда не был. Его преследуют сны о войне и вере, ему снятся кровавые легенды и красные флаги. Но все это, слава Богу, только сны.

«Профессионал» — Суть этой песни полностью описана в припеве:

«Ты один герой, застигнутый войной

Где враг ты сам себе

Но не зря тебя в бою хранил святой

В бою с самим собой».
Думаю, довольно сложно быть профессионалом на подобном поприще…

«Бездна» — Песня написана, можно сказать, с натуры. Жил да был некий паренёк. И однажды он «словил» передоз. Более его с нами нет.

«Свет кривых зеркал» — Проблема всё та же: абсолютно бесконтрольные действия по отношению к себе, ведут к разного рода суицидам.

«Солдат» — Прекрасный экземпляр поэзии обо всем, или ни о чём. В песне создан образ праведника, который все видел и все знает на этом свете, но в то же время только иной мир кажется ему верхом совершенства.

«Ночь» — Песня о буднях лунатика. Ну а если серьёзно, то о пустоте внутри потерянного в жизни человека, который обретает покой только ночью.

«Стандарт криволинейных лиц» — Глубокомысленный текст о кропотливом труде санитаров психбольницы.
— Константин Селезнёв

## Список композиций
| № | Название                                | Длительность |
| - | --------------------------------------- | ------------ |
| 1 | Разлетаясь в пыль                       | 5:20         |
| 2 | Выше сил                                | 5:25         |
| 3 | Война                                   | 5:14         |
| 4 | Профессионал                            | 3:53         |
| 5 | Бездна                                  | 5:23         |
| 6 | Свет кривых зеркал                      | 4:58         |
| 7 | Солдат                                  | 5:14         |
| 8 | Ночь                                    | 4:48         |
| 9 | Стандарт криволинейных лиц (бонус-трек) | 8:15         |

## Участники записи

### Основной состав
- Илья Александров — вокал
- Кирилл Немоляев — вокал
- Константин Селезнёв — музыка, тексты, гитара, вокал, клавиши
- Дмитрий «Викинг» Скопин — бас, бэк-вокал
- Станислав Вознесенский — ударные

### Приглашённые музыканты
- Cache — лупы и семплы
- Максим Самосват (Эпидемия) — бэк-вокал «Война»
- Дмитрий Борисенков (Чёрный обелиск) — гитара «Стандарт криволинейных лиц», «Солдат»
- Ольга Коршак — речитатив «Профессионал»
- Стихи — Константин Селезнёв, кроме песен «Солдат», «Ночь» и «Бездна», написанных в соавторстве с Ильёй Александровым
- Обложка — Лекс Плотников
- Дизайн — Геннадий Трифонов
- Фото — Антон Павлов
- Запись студии «Чёрный Обелиск»